# Regeringen Reedtz-Thott
Regeringen Reedtz-Thott var Danmarks regering mellan 7 augusti 1894 och 23 maj 1897.
Konseljpresident
- K.T.T.O Reedtz-Thott

Utrikesminister
- K.T.T.O Reedtz-Thott

Finansminister
- C.D. Lüttichau

Inrikesminister
- H.E. Hørring

Justitieminister
- J.M.V. Nellemann till den 13 juni 1896, därefter
- N.R. Rump

Kyrko- och undervisningsminister
- V. Bardenfleth

Krigsminister
- C.A.F. Thomsen till 25 april 1896, därefter
- J.G.F. Schnack

Marinminister
- N.F. Ravn

Jordbruksminister
- K. Sehested från den 22 maj 1896